# 알 아라비야
알 아라비야(아랍어: العربية)는 사우디아라비아의 텔레비전 채널이다.